# 오일버너

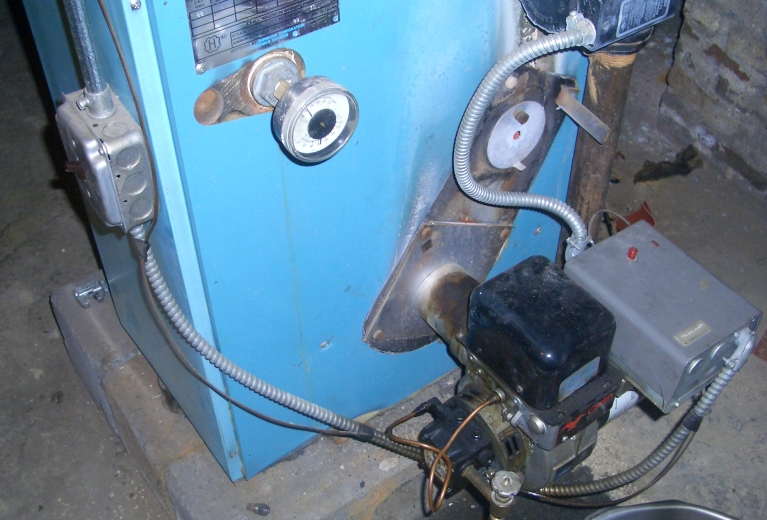

오일버너(oil burner)는 중유를 연소하는 가열 장치이다. 석유는 일반적으로 노즐을 통해 압력을 강제로 미세 스프레이로 분무한다.

## 연료 분사

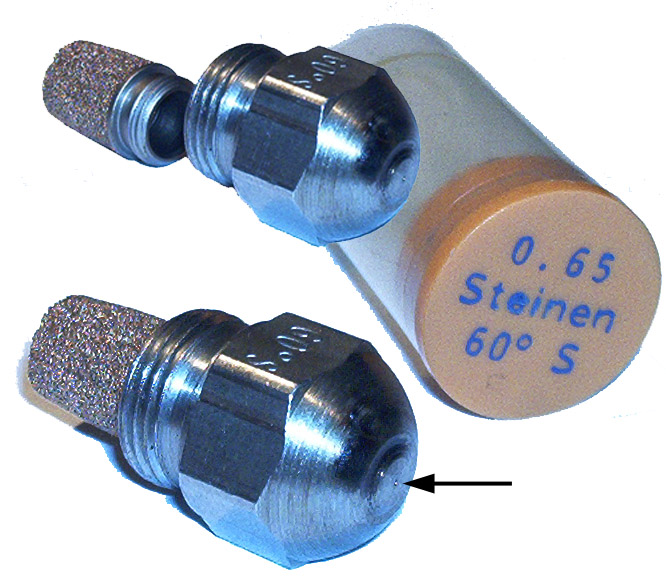

연료는 분사노즐이 연소실 내로 분사한다. 노즐은 일반적으로 고압 기름으로 제공된다. 기름 덩어리 침식 및 차단 문제 때문에 그들은 일반적으로 매년 자주 교체해야 한다.

## 전자기 밸브

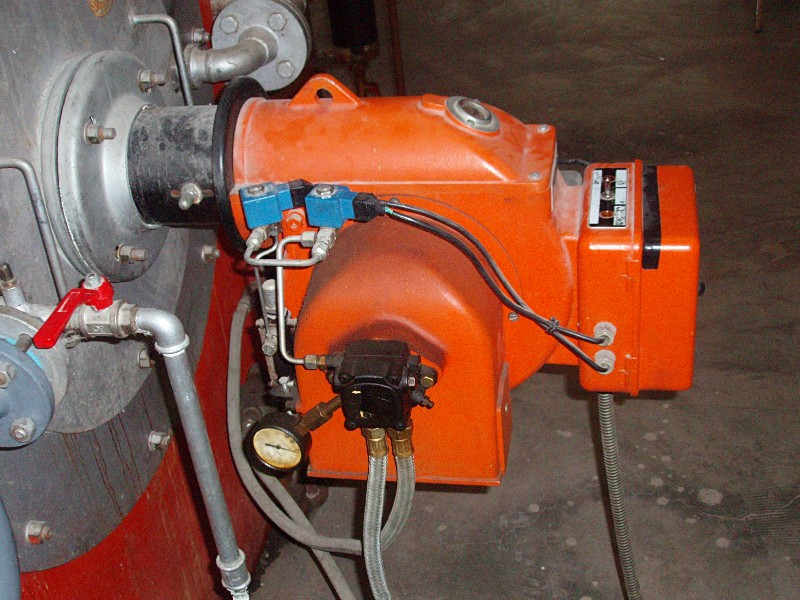

이 연료가 전기 제어로 분무기에서 차단될수 있다. 이 밸브가 닫힐 때 적하를 방지할 수 있다. 또한 시동중, 또는 시동후 다시 시작하면서 연료 안개의 버너(및 보일러)의 정화를 용이하게 한다. 버너가 제거되지 않은 경우 오일/공기 혼합물은 폭발할 위험이 있다.

## 팬
팬은 연소 챔버로 공기를 불어넣는다. 팬 회전자는 전기 모터로 구동된다.

## 점화기
일부 오일 버너는 디젤 기관의 백열 플러그처럼 작동하는 많은 광선 바를 사용한다.

## 광전지

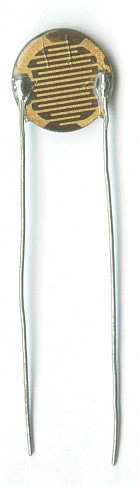

빛 종속 저항(LDR)은 불꽃을 감지한다. LDR은 그 값이 노출되는 빛의 양 변화에 의한 전기 저항이다. LDR이 더 많은 빛에 노출될 때 저항이 감소한다.

## 축전기 시동 전동기

오일 펌프를 구동하는 전동기와 팬은 보통 축전기 시동 전동기이다. 그것은 또한 짧은 케이지를 포함하거나 케이지가 보유하고 있기 때문에 소용돌이 탱크 전동기이다. 3상 전동기와 다른점은 고정자이다. 주 권선 및 보조 간의 90º위상 시프트는, 보조 권선 및 단상 교류 전원에 접속되어 피드가 연결된 축전기 권선으로 이루어진다. 축전기는 허용가능한 초기 토크를 제조하고, 메인 권선과 보조간에 90º의 위상 시프트를 이룬다. 이 전동기는 연속적인 기능을 한다.

## 같이 보기
- 보일러
- 가스 버너